# باتريك يوهانسون (مؤرخ)
باتريك يوهانسون (بالإسبانية: Patrick Johansson)‏ (بالفرنسية: Patrick Johansson Keraudren)‏ هو باحث ومؤرخ مكسيكي وفرنسي، ولد في 23 أكتوبر 1946.